# Chloroquine và hydroxychloroquine trong đại dịch COVID-19

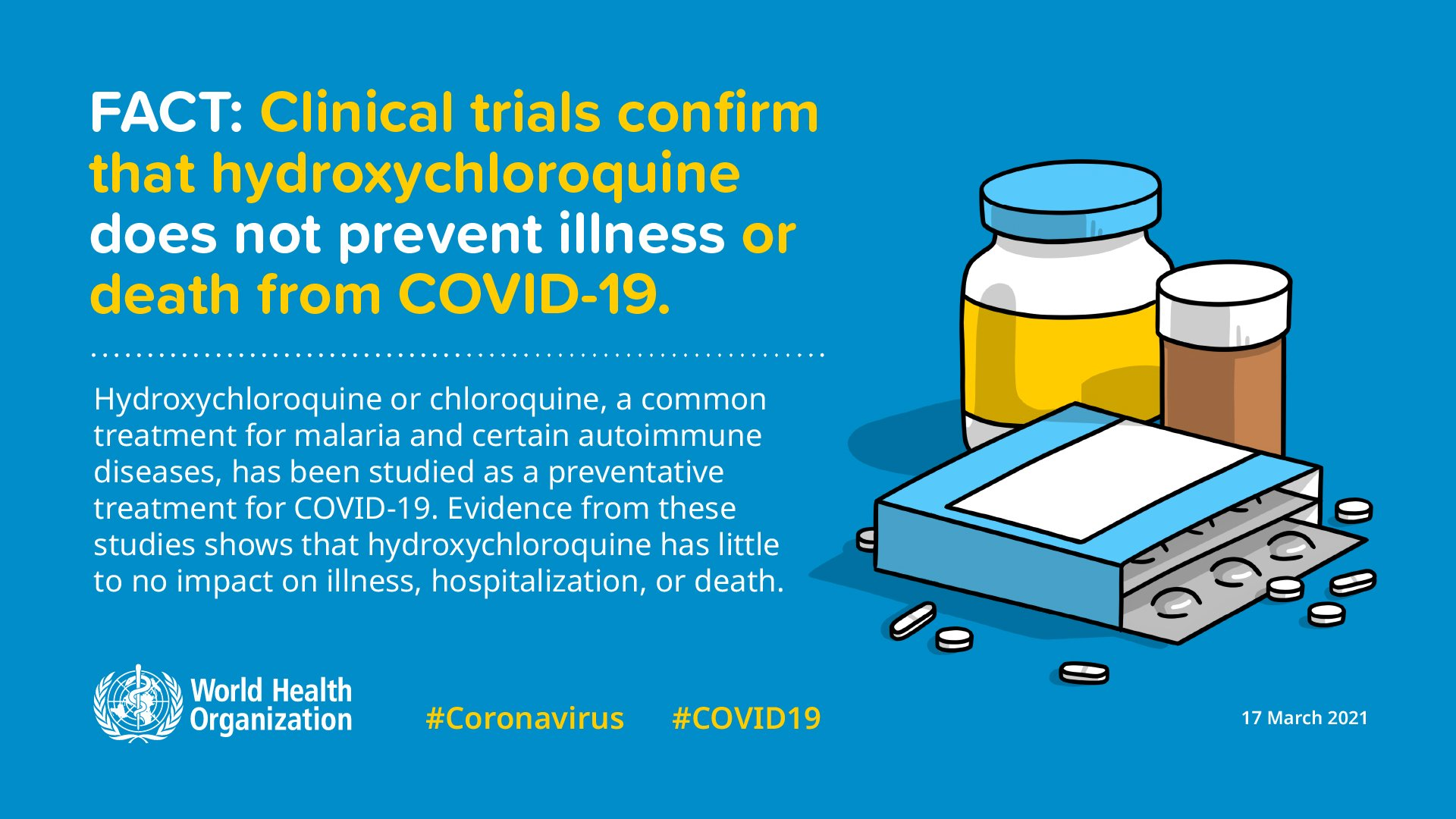
Infographic của Tổ chức Y tế Thế giới tuyên bố rằng hydroxychloroquine không ngăn ngừa bệnh tật hoặc giảm tử vong do COVID-19.

Chloroquine và hydroxychloroquine là thuốc chống sốt rét. Hai loại thuốc này cũng được sử dụng để chống lại một số bệnh tự miễn. Chloroquine cùng với hydroxychloroquine là phương pháp điều trị thử nghiệm thất bại ban đầu đối với bệnh COVID-19, không hiệu quả trong việc ngăn ngừa nhiễm trùng.
Tính đến tháng 3 năm 2020, một số quốc gia ban đầu sử dụng chloroquine hoặc hydroxychloroquine để điều trị những người nhập viện với COVID-19 (tính đến tháng 3 năm 2020), mặc dù loại thuốc này không được chính thức phê duyệt thông qua các thử nghiệm lâm sàng. Từ tháng 4 đến tháng 6 năm 2020, hai loại thuốc này đã có giấy phép sử dụng khẩn cấp cho việc sử dụng chúng ở Hoa Kỳ, được sử dụng ngoài nhãn để điều trị bệnh. Vào ngày 24 tháng 4 năm 2020, do nguy cơ mắc phải "các vấn đề nghiêm trọng về nhịp tim", FDA đã đưa ra cảnh báo đối với việc sử dụng thuốc đối với COVID-19 "bên ngoài cơ sở bệnh viện hoặc thử nghiệm lâm sàng".
Trong đề án thử nghiệm Solidarity (Solidarity Trial) và thử nghiệm RECOVERY (Đánh giá ngẫu nhiên về liệu pháp COVID-19) ở Vương quốc Anh, việc sử dụng thuốc chloroquine hoặc hydroxychloroquine để điều trị nhiễm COVID-19 được chứng minh là không có lợi cho bệnh nhân nhập viện mắc bệnh COVID-19 nặng. Vào ngày 15 tháng 6, FDA đã thu hồi giấy phép sử dụng khẩn cấp, tuyên bố rằng "không còn hợp lý để tin rằng thuốc có hiệu quả chống lại COVID-19" hoặc lợi ích của thuốc không khắc phục được "những rủi ro tiềm ẩn và đã biết của thuốc". Mùa thu năm 2020, Viện Y tế Quốc gia (NIH) ban hành hướng dẫn điều trị khuyến cáo không sử dụng hydroxychloroquine cho COVID-19 ngoại trừ điều trị với tư cách là một phần của thử nghiệm lâm sàng.
Năm 2021, điều trị bằng hydroxychloroquine là một phần của phương pháp điều trị được khuyến nghị cho các trường hợp nhẹ ở Ấn Độ.

## Bối cảnh

Công thức cấu tạo của chloroquine.

Công thức cấu tạo của hydroxychloroquine.

Chloroquine là thuốc chống sốt rét cũng có thể được sử dụng để chống lại một số bệnh tự miễn. Hydroxychloroquine phổ biến hơn chloroquine ở Hoa Kỳ. Hydroxychloroquine được sử dụng làm thuốc dự phòng ở Ấn Độ.
Hydroxychloroquine và chloroquine có nhiều tác dụng phụ, có thể nghiêm trọng, chẳng hạn như bệnh võng mạc, hạ đường huyết hoặc rối loạn nhịp tim và bệnh cơ tim đe dọa tính mạng. Cả hai loại thuốc đều có nhiều tương tác thuốc với thuốc kê đơn, ảnh hưởng đến liều điều trị và diễn tiến bệnh. Một số người có phản ứng dị ứng với những loại thuốc này. NIH khuyến cáo không nên sử dụng kết hợp hydroxychloroquine và azithromycin vì làm tăng nguy cơ đột tử do tim.
Vào tháng 10 năm 2021, một mạng lưới lớn các công ty bán hydroxychloroquine và ivermectin được tiết lộ ở Mỹ, nhắm mục tiêu chủ yếu vào các nhóm cánh hữu và do dự về vắc-xin thông qua mạng xã hội và các video âm mưu của các nhà hoạt động chống vắc-xin như Simone Gold. Mạng lưới gồm 72.000 khách hàng đã trả tổng công 15 triệu đô la để được tư vấn và mua thuốc.

## Mốc thời gian
Chloroquine ban đầu được khuyến cáo bởi các cơ quan y tế Ấn Độ, Trung Quốc, Hàn Quốc và Ý để điều trị COVID-19, mặc dù các cơ quan này và CDC Hoa Kỳ đã lưu ý chống chỉ định đối với những người bị bệnh tim hoặc tiểu đường. Tháng 2 năm 2020, cả hai loại thuốc đã được chứng minh là có hiệu quả làm giảm bệnh tật do COVID-19, nhưng một nghiên cứu sâu hơn kết luận rằng hydroxychloroquine mạnh hơn chloroquine và có tính an toàn, dễ dung nạp hơn.
Ngày 18 tháng 3 năm 2020, Tổ chức Y tế Thế giới (WHO) thông báo rằng chloroquine và hydroxychloroquine sẽ nằm trong số bốn loại thuốc được nghiên cứu như một phần của thử nghiệm lâm sàng Solidarity đa quốc gia.
Ngày 19 tháng 3 năm 2020, Tổng thống Hoa Kỳ Donald Trump khuyến khích việc sử dụng chloroquine và hydroxychloroquine trong một cuộc họp báo quốc gia. Việc này dẫn đến sự gia tăng lớn nhu cầu công khai đối với thuốc ở Hoa Kỳ. Bắt đầu từ tháng 3 năm 2020, Trump bắt đầu quảng cáo hydroxychloroquine để ngăn ngừa hoặc điều trị COVID-19, trích dẫn một số lượng nhỏ các báo cáo giai thoại. Vào tháng 6, Trump tuyên bố rằng ông đang dùng thuốc như một biện pháp phòng ngừa, kích thích nhu cầu chưa từng có trên toàn thế giới và gây ra tình trạng thiếu hydroxychloroquine cho mục đích ngăn ngừa bệnh sốt rét.
Chính trị gia New York, ông Andrew Cuomo thông báo rằng các cuộc thử nghiệm chloroquine và hydroxychloroquine của bang New York sẽ bắt đầu vào ngày 24 tháng 3. Vào ngày 28 tháng 3, Cơ quan Quản lý Thực phẩm và Dược phẩm Hoa Kỳ (FDA) đã cho phép sử dụng hydroxychloroquine sulfat và chloroquine phosphat theo Giấy phép Sử dụng Khẩn cấp (EUA), sau đó bị thu hồi do nguy cơ xảy ra các tác dụng phụ trên tim. Thuốc được EUA cho phép dùng như một phương pháp điều trị thử nghiệm để sử dụng cấp cứu cho bệnh nhân nhập viện.
Cuối tháng 3 năm 2020, một người đàn ông Arizona qua đời vì ngừng tim và vợ bệnh nhân phải nhập viện sau khi hai vợ chồng uống một loại chloroquine được sử dụng làm thuốc điều trị ký sinh trùng cho cá cảnh. Cặp vợ chồng đã tin tưởng không chính xác rằng phương pháp điều trị ký sinh trùng sẽ có tác dụng tương tự như dạng thuốc của chloroquine. Người vợ còn sống nói rằng hai vợ chồng đã tự ý sử dụng thuốc sau khi nghe bài phát biểu của Tổng thống Donald Trump rằng chloroquine là một phương pháp điều trị hiệu quả chống lại COVID-19.
Bắt đầu từ tháng 3 năm 2020, thượng nghị sĩ bang New Jersey Joe Pennacchio bắt đầu công khai kêu gọi sử dụng hydroxychloroquine để chống lại sự lây lan của COVID-19 dựa trên một nghiên cứu của Pháp cho thấy sự giảm "sự lây lan của virus". Ông đã nhận được sự hỗ trợ từ hơn 60 bác sĩ và các nhóm vận động trên khắp Hoa Kỳ, gồm Sheila Page và Marilyn Singleton từ Hiệp hội Bác sĩ và phẫu thuật viên Hoa Kỳ, Niran Al-Agba từ Hội bác sĩ bảo vệ bệnh nhân (Physicians for Patient Protection) và Frank Alario từ Đại học Bác sĩ Hoa Kỳ.
Ngày 28 tháng 3 năm 2020, FDA cho phép sử dụng hydroxychloroquine và chloroquine theo giấy phép sử dụng khẩn cấp (EUA). Phương pháp điều trị thử nghiệm đầu tiên chỉ được phép sử dụng cấp cứu cho những người nhập viện.
Ngày 1 tháng 4 năm 2020, Cơ quan Thuốc Châu Âu (EMA) đã ban hành hướng dẫn rằng chloroquine và hydroxychloroquine chỉ được sử dụng trong các thử nghiệm lâm sàng hoặc các chương trình sử dụng khẩn cấp.
Ngày 9 tháng 4 năm 2020, Viện Y tế Quốc gia bắt đầu thử nghiệm lâm sàng đầu tiên để đánh giá liệu hydroxychloroquine có an toàn và hiệu quả để điều trị COVID-19 hay không. Một nghiên cứu của Cơ quan Quản lý Y tế Cựu chiến binh công bố kết quả vào ngày 21 tháng 4 cho thấy những bệnh nhân nhập viện COVID-19 được điều trị bằng hydroxychloroquine có nhiều khả năng tử vong hơn những người không được điều trị bằng thuốc, sau khi điều chỉnh các đặc điểm lâm sàng. 
Ngày 24 tháng 4 năm 2020, FDA cảnh báo không sử dụng thuốc bên ngoài bệnh viện hoặc thử nghiệm lâm sàng sau khi xem xét các trường hợp báo cáo về tác dụng phụ bao gồm nhịp nhanh thất, rung thất và trong một số trường hợp tử vong. Theo Hướng dẫn ABX của Johns Hopkins về COVID-19, "Hydroxychloroquine có thể gây Hội chứng QT kéo dài và nên thận trọng khi sử dụng cho bệnh nhân COVID-19 bị bệnh nặng có thể bị rối loạn chức năng tim hoặc nếu kết hợp với các thuốc khác gây kéo dài QT". Thận trọng cũng được khuyến cáo khi kết hợp chloroquine và hydroxychloroquine với các phương pháp điều trị có thể ức chế enzym CYP3A4 (mà các thuốc này được chuyển hóa). Do đó, sự kết hợp có thể gián tiếp dẫn đến nồng độ chloroquine và hydroxychloroquine trong huyết tương cao hơn, và do đó làm tăng nguy cơ kéo dài QT đáng kể. Các chất ức chế CYP3A4 gồm azithromycin, ritonavir và lopinavir.
Ngày 27 tháng 4 năm 2020, Hiệp hội các bác sĩ và phẫu thuật viên Hoa Kỳ viết một lá thư có chữ ký của Jane Orient và Michael Robb gửi đến thống đốc bang Arizona Doug Ducey yêu cầu hủy bỏ lệnh hành pháp của ông về việc cấm sử dụng hydrochloroquine như một phương pháp điều trị COVID-19. Lệnh hành pháp được ký vào ngày 2 tháng 4 năm 2020.
Ngày 5 tháng 6 năm 2020, việc sử dụng hydroxychloroquine trong Thử nghiệm RECOVERY ở Vương quốc Anh bị dừng lại khi phân tích tạm thời về 1.542 phương pháp điều trị cho thấy thuốc không mang lại lợi ích về tỷ lệ tử vong cho những người nhập viện vì nhiễm COVID-19 nặng trong 28 ngày theo dõi.
Ngày 15 tháng 6 năm 2020, FDA thu hồi giấy phép sử dụng khẩn cấp cho hydroxychloroquine và chloroquine, tuyên bố rằng mặc dù việc đánh giá cả hai loại thuốc này trong quá trình thử nghiệm lâm sàng vẫn tiếp tục. Dựa trên thông tin mới và thông tin khác được thảo luận, FDA đi kết kết luận: "... không còn hợp lý để tin rằng các công thức cho hydroxychloroquine (HCQ) và chloroquine (CQ) dạng thuốc uống có hiệu quả trong việc điều trị COVID-19, cũng như không hợp lý để tin rằng những lợi ích đã biết và lợi ích tiềm năng của những loại thuốc này lớn hơn những rủi ro đã biết và tiềm ẩn của thuốc gây ra cho người bệnh".
Ngày 23 tháng 7 năm 2020, kết quả được công bố từ một thử nghiệm đa địa danh, ngẫu nhiên, không mù, ba nhóm, có đối chứng với 667 người tham gia ở Brasil cho thấy: không thấy có lợi ích gì khi sử dụng hydroxychloroquine, (dùng đơn thuốc hoặc phối hợp với azithromycin) để điều trị COVID-19 mức độ nhẹ đến trung bình. Tháng 7, Tổng thống Mỹ Donald Trump một lần nữa thúc đẩy việc sử dụng loại thuốc này. Hành động này mâu thuẫn với nhiều quan chức y tế công cộng, bao gồm cả Giám đốc Viện Dị ứng và Bệnh truyền nhiễm Quốc gia, Tiến sĩ Anthony Fauci.
Tháng 11 năm 2020, một thử nghiệm lâm sàng của Viện Y tế Quốc gia Hoa Kỳ đánh giá tính an toàn và hiệu quả của hydroxychloroquine để điều trị COVID-19 ở người lớn chính thức kết luận rằng thuốc không mang lại lợi ích lâm sàng cho việc điều trị COVID-19 và được khuyến cáo không nên sử dụng.
Một đánh giá của tổ chức Cochrane từ tháng 2 năm 2021 đưa ra kết luận rằng hydroxychloroquine có ít hoặc không có tác động nào lên nguy cơ tử vong. Bên cạnh đó, tác dụng phụ tăng gấp ba lần so với giả dược. Các tác giả đã đi đến kết luận rằng không nên tiến hành thêm thử nghiệm hydroxychloroquine hoặc chloroquine để điều trị COVID-19.
Vào ngày 26 tháng 4 năm 2021, trong quy trình quản lý lâm sàng được sửa đổi đối với COVID-19, Bộ Y tế và Phúc lợi Gia đình Ấn Độ cho phép sử dụng hydroxycholoquine cho bệnh nhân trong giai đoạn đầu của bệnh.

## Kết hợp với kẽm và một loại kháng sinh khác
Do kẽm có đặc tính của một cofactor trong phản ứng miễn dịch để tạo ra các kháng thể trong quá trình nhiễm virus, từ tháng 5 năm 2020, kẽm được đưa vào trong các loại "cocktail" đa tác nhân để theo dõi khả năng điều trị những người nhập viện vì nhiễm COVID-19. Một loại "cocktail" gồm hydroxychloroquine kết hợp với kẽm hàm lượng cao (dưới dạng sulfat, 220 mg (50 mg Zn nguyên tố) mỗi ngày trong năm ngày, liều kẽm cao hơn ~ 4 lần so với tham chiếu mức tiêu thụ hàng ngày) và một loại kháng sinh đã được phê duyệt (azithromycin hoặc doxycycline – bắt đầu vào tháng 5 trong một thử nghiệm giai đoạn IV tại Bang New York). Tuy nhiên, khuyến cáo thận trọng khi kết hợp chloroquine hoặc hydroxychloroquine với các chất ức chế CYP3A4, chẳng hạn như azithromycin, một sự kết hợp điều trị không có hiệu quả để ngăn ngừa tử vong ở những người nhập viện với COVID-19. Có bằng chứng sơ bộ cho thấy việc kết hợp hydroxychloroquine và azithromycin để điều trị những người không nhập viện ("bệnh nhân ngoại trú") bị nhiễm COVID-19 với nhiều bệnh đồng mắc lcó hiệu quả, nhưng vẫn đang được nghiên cứu sơ bộ.
Thiếu kẽm làm giảm khả năng miễn dịch chống lại các tác nhân gây bệnh, thường gặp ở người cao tuổi và có thể là một yếu tố nhạy cảm trong các bệnh nhiễm virus. Cơ chế dùng kẽm trong điều trị cocktail để phục hồi sau COVID-19 nặng hoặc bất kỳ bệnh nhiễm virus nào đó khác, lợi ích tiềm năng của kẽm mang lại vẫn chưa được biết rõ.

## Dự phòng
Thuốc được sử dụng để điều trị các bệnh truyền nhiễm cũng có thể được xem xét sử dụng để điều trị dự phòng sau phơi nhiễm. Ngày 22 tháng 5, tuần san y khoa tổng quan The Lancet công bố phản hồi trước những lời chỉ trích về quyết định của chính phủ Ấn Độ cho phép hóa trị dự phòng bằng hydroxychloroquine cho một số người có nguy cơ cao có thể đã tiếp xúc với COVID. Các nhà nghiên cứu ủng hộ việc sử dụng hydroxychloquine dự phòng lưu ý rằng kết quả từ các thử nghiệm trên người cho thấy hydroxychloroquine có thể làm giảm thời gian phát tán của cả virus và các triệu chứng nếu thuốc được sử dụng sớm.
Vào ngày 3 tháng 6, kết quả đã được công bố từ một thử nghiệm ngẫu nhiên, mù đôi, có đối chứng với giả dược trên 821 người tham gia cho thấy hydroxychloroquine không ngăn ngừa bệnh COVID-19 có triệu chứng khi được sử dụng để điều trị dự phòng sau phơi nhiễm.
Các nhà nghiên cứu Anh đang nghiên cứu xem loại thuốc này có hiệu quả khi dùng để phòng bệnh hay không. 10.000 nhân viên của Dịch vụ Y tế Quốc gia (NHS), cùng với 30.000 tình nguyện viên khác từ châu Á, Nam Mỹ, châu Phi và các khu vực khác của châu Âu đang tham gia vào nghiên cứu toàn cầu. Dự kiến sẽ có kết quả vào năm 2021. 

## Thử nghiệm của WHO
Do lo ngại về an toàn và bằng chứng về rối loạn nhịp tim dẫn đến tỷ lệ tử vong cao hơn, WHO quyết định cho dừng nhóm nghiên cứu hydroxychloroquine trong thử nghiệm Solidarity đa quốc gia vào tháng 5 năm 2020. WHO đã thu nhận 3.500 bệnh nhân từ 17 quốc gia trong thử nghiệm Solidarity. Công ty Surgisphere có trụ sở tại Chicago nghi ngờ đã có lỗi trong tập dữ liệu cơ bản của nghiên cứu. Các tác giả của nghiên cứu đã sửa chữa các sai sót trong dữ liệu sau đó nhưng ban đầu vẫn kiên quyết giữ kết luận của họ. Sau đó, ba trong số các tác giả nghiên cứu đã đưa ra đề nghị rút báo cáo (retraction) mà The Lancet xuất bản vào ngày 4 tháng 6 năm 2020. Ba tác giả tuyên bố rằng lý do của họ đằng sau việc rút lại báo cáo là bởi vì Surgisphere thất bại trong việc hợp tác làm một đánh giá độc lập về dữ liệu được sử dụng cho nghiên cứu bằng cách không cho phép bất kỳ đánh giá nào như vậy diễn ra.
WHO quyết định tiếp tục thử nghiệm vào ngày 3 tháng 6, sau khi xem xét các mối quan tâm về an toàn đã được nêu ra. Phát biểu tại một cuộc họp báo, Tổng giám đốc WHO, Tedros Adhanom Ghebreyesus tuyên bố rằng hội đồng đã xem xét dữ liệu tử vong hiện có và không tìm thấy lý do gì để sửa đổi cuộc thử nghiệm.
Vào ngày 4 tháng 7, WHO ngừng thử nghiệm hydroxychloroquine dựa trên bằng chứng được trình bày tại Hội nghị thượng đỉnh WHO tháng 7 về nghiên cứu và đổi mới COVID-19. WHO tuyên bố rằng "Các kết quả thử nghiệm tạm thời này cho thấy hydroxychloroquine và lopinavir/ritonavir tạo ra ít hoặc không làm giảm tỷ lệ tử vong của bệnh nhân COVID-19 nhập viện khi so sánh với tiêu chuẩn chăm sóc."